# Knud Oldendow
Knud Honoré Oldendow (do roku 1929 Knud Honoré Petersen; 18. listopadu 1892, Ranum – 24. srpna 1975, Tårnby Sogn) byl dánský právník, státní úředník, spisovatel, ornitolog a inspektor, taktéž v letech 1925–1932 guvernér jižního Grónska.

## Životopis
Knud Honoré Petersen se narodil 18. listopadu 1892 jako syn učitele tělocviku a důstojníka Hanse Petera Petersena (1863–1927) a jeho manželky Marie Cathrine Honoré (1867–1918). Od roku 1910 studoval ve Viborgu. Studium ukončil v roce 1920. Poté pracoval jako magistrátní úředník ve Vejle, účetní v magistrátní školní pokladně a jako tajemník v akviziční daňové radě. V roce 1924 byl jmenován inspektorem pro Jižní Grónsko. Ve funkci vystřídal Christiana Simonyho, který rovněž pracoval jako inspektor jen několik měsíců. O několik měsíců později, po 142 letech, byla funkce inspektora zrušena a nahrazena funkcí guvernéra. Petersen byl přechodně jmenován prvním guvernérem Jižního Grónska a tuto funkci zastával až do roku 1929. Dne 25. září téhož roku si změnil příjmení na Oldendow. Po roční přestávce se v roce 1931 opět ujal funkce, ale hned následující rok ho nahradil Aksel Svane. V roce 1935 byl pasován na rytíře řádu Dannebrog. V roce 1939 se stal Dannebrogmandem.
V roce 1940 bylo Dánsko během druhé světové války obsazeno Německou říší, což vedlo ke kolapsu dánské správy kolonie. Oldendow se pokusil odcestovat do Spojených států přes Lisabon, aby se dostal do Grónska, které bylo obsazeno USA, ale nepodařilo se mu to. Po světové válce se Grónsko vrátilo k Dánsku. Obyvatelé Grónska byli se situací nespokojeni a Oldendow se stal obětním beránkem. Od roku 1948 se v Grónsku setkával s dánským premiérem Hansem Hedtoftem, aby s ním jednal o správní reformě. V důsledku toho Oldendow odstoupil z funkce ředitele správy Grónska a jeho nástupcem se stal Eske Brun, který v minulosti působil jako guvernér severního Grónska. V roce 1947 byl jmenován rytířem 2. stupně řádu Dannebrog.
Po své rezignaci začal Oldendow studovat teologii, ale nadále se živě zajímal o vývoj Grónska. Knud Honoré Oldendow byl odborníkem na grónské záležitosti. Napsal řadu knih literatury faktu a časopiseckých článků o této zemi a vytvořil unikátní sbírku grónských ptáků. Kromě toho byl členem Fondu vlasti, předsednictva Dánské asociace pro ochranu přírody, Dánského církevního výboru, předsednictva Obchodního a námořního muzea v Kronborgu a předsedou Sdružení pro místní historii ve Viborgu.
Oldendow zemřel v roce 1975 ve věku 83 let.